# Мирчева, Марина Сергеевна
Мирчева Марина Сергеевна (до брака Лемешева; род. 23 февраля 1995, Кривой Рог, Днепропетровская область) — украинская волейболистка.

## Биография
Родилась 23 февраля 1995 года в городе Кривой Рог в спортивной семье: отец и мать — баскетболисты.

## Спортивная карьера
Волейболом начала заниматься в десятом классе. Поступила на факультет физического воспитания и спорта Харьковского национального педагогического университета имени С. Сковороды, где продолжила волейбольную карьеру. Четыре года играла за команду «Харьковчанка».
С сезона 2017—2018 до января 2020 года играла в житомирском клубе «Полесье», где была капитаном команды. Замужем за волейболистом Владимиром Мирчевым.

### Спортивные достижения
- MVP «Финала четырёх» Высшей лиги Украины 2018—2019;
- Чемпионка Украины 2023 года в составе клуба «Прометей».